# デビッド・モレル 対 セナ・アグベコ戦
デビッド・モレル 対 セナ・アグベコ戦（デビッド・モレル たい セナ・アグベコせん）は、2023年12月16日にミネソタ州ミネアポリスのミネアポリス・アーモリーで開催されたプロボクシングの試合。WBA世界スーパーミドル級レギュラー王者のモレルと、WBA世界スーパーミドル級10位で元WBC全米ミドル級王者のアグベコと対戦するタイトルマッチ。この試合はShowtimeでチャンピオンシップ・ボクシングの最終回として放送された。

## 経緯

### モレルの王座獲得から防衛まで
2020年8月8日、ロサンゼルスのピーコック・シアターで、モレルが空位のWBA世界スーパーミドル級暫定王座決定戦としてWBA世界スーパーミドル級1位でWBA世界スーパーミドル級ゴールド王者のレノックス・アレンと対戦し、12回3-0(120-108、119-109、118-110)の判定勝ちを収め、暫定ながらセンサク・ムアンスリンとワシル・ロマチェンコと並ぶ世界最速記録となるデビュー3戦目での王座獲得に成功した。
2020年12月26日、ロサンゼルスのシュライン・オーディトリアムでモレルがWBA世界スーパーミドル級10位でWBCアメリカ大陸スーパーミドル級王者のマイク・ガブロンスキーと初防衛戦を行う予定だったが、モレルが前日計量で170ポンドを記録し体重超過になったが、体重超過を犯したにもかかわらず結局モレルの暫定王座は剥奪されず、ノンタイトル10回戦に変更して試合は行われ、モレルが3回2分45秒KO勝ちを収めた。
2021年1月19日、WBAは、モレルを暫定王者からレギュラー王者へ正規認定した。
2021年6月27日、ミネアポリス・アーモリーでモレルがWBA世界スーパーミドル級15位マリオ・カサレスと対戦し、初回2分32秒KO勝ちを収め初防衛に成功した。
2021年12月18日、ミネアポリス・アーモリーでモレルがWBA世界スーパーミドル級10位で元WBC全米ミドル級王者のアランテス・フォックスと対戦し、4回2分6秒TKO勝ちを収め2度目の防衛に成功した。
2022年6月4日、ミネアポリス・アーモリーでモレルがWBA世界スーパーミドル級10位で元UBF(ユニバーサルボクシング連盟)インターコンチネンタルスーパーミドル級王者のケビン・ヘンダーソンと対戦し、4回2分35秒TKO勝ちを収め3度目の防衛に成功した。
2022年11月5日、ミネアポリス・アーモリーでモレルがWBA世界スーパーミドル級1位でWBAインターコンチネンタル・ABC・WBOグローバルスーパーミドル級王者のアイドス・イェルボスヌイと王座を獲得して初めての指名試合で対戦し、12回2分34秒KO勝ちを収め4度目の防衛に成功した。しかし試合後にイェルボスヌイが硬膜下血腫の症状で一時意識不明になり緊急搬送する怪我を負った。
2023年4月22日、ラスベガスのT-モバイル・アリーナで行われたジャーボンテイ・デービス 対 ライアン・ガルシア戦の前座でモレルがWBA世界スーパーミドル級6位でロンドンオリンピックのライトヘビー級銅メダリストのヤマグチ・ファルカンと対戦し、初回2分36秒TKO勝ちを収め5度目の防衛に成功した。

### 一度は決定から試合決定まで
2023年4月3日、Showtime及びプレミア・ボクシング・チャンピオンズが4月22日に行われるジャーボンテイ・デービス 対 ライアン・ガルシア戦の前座カードの一つとしてデビッド・モレル 対 セナ・アグベコをセミファイナルに起用することを発表した。
しかし11日後の4月14日、試合8日前になりアグベコに対するライセンスをネバダ州アスレチックコミッションが発行を認めなかったため試合は中止となり、代役にWBA世界ミドル級6位のヤマグチ・ファルカンを充てることとなった。
2023年10月17日、Showtimeの親会社であるパラマウント・グローバルがスポーツ中継の撤退を発表、これにあわせて不定期金曜日に放送していた若手ボクサーの登竜門的番組ShoBox:ザ・ニュー・ゼネレーション及び海外から衛星生中継するShowtime・ボクシング・インターナショナルに加えてチャンピオンシップ・ボクシングの終了を発表した。既に発表されている同年11月25日のデビッド・ベナビデス対デメトリアス・アンドラーデのペイ・パー・ビュー中継と最終回の2023年12月9日にMGMグランド・ガーデン・アリーナで行われるエリスランディ・ララ対ダニー・ガルシアのペイ・パー・ビューでの中継が最後になり37年の歴史に幕を下ろす予定だったが。しかし11月1日に12月9日のMGMグランド・ガーデン・アリーナでのペイ・パー・ビューでの中継(エリスランディ・ララ対ダニー・ガルシアとエイマンタス・スタニオニス対キース・サーマン)が中止になった事を受け、12月16日にミネアポリス・アーモリーで行われるデビッド・モレル 対 セナ・アグベコを通常のチャンピオンシップ・ボクシング最終回とすることを発表した。

### 対戦決定後の概要から試合まで
2023年11月21日、プレミア・ボクシング・チャンピオンズはモレル 対 アグベコの前座カードの第1弾を発表し、12月16日に登場を予定していたクリス・コルバートとホセ・バレンズエラのダイレクトリマッチを行うことを発表した。
試合1週間前となる12月9日、プレミア・ボクシング・チャンピオンズ及びShowtimeがチャンピオンシップ・ボクシング最終回の放送カードを発表、第1弾として発表されていたクリス・コルバート対ホセ・バレンズエラの試合はWBA世界ライト級挑戦者決定戦をセミファイナルに、セミファイナル前にはWBC世界フライ級王者フリオ・セサール・マルティネス対アンヘリーノ・コルドバとのタイトルマッチ、放送最初の試合には11月25日に行われたベナビデス対アンドラーデの前座に出場する予定だった、ロバート・ゲレーロとアンドレ・ベルトの11年ぶりの再戦を含む4試合の放送を発表した。
試合2日前となった12月14日、メディアの最終記者会見がミネアポリス市内で行われた場でフリオ・セサール・マルティネスがビザの関係でアメリカに入国出来ず急遽延期となり、5日前に発表されていた4試合から3試合の放送に変更することを発表した。
最終記者会見翌日の15日にミネアポリス市内で前日計量が行われ、モレルが167.6ポンド、アグベコが167ポンドをマークして前日軽量をクリアした。
2023年12月16日、ミネアポリス・アーモリーで行われたタイトルマッチに於いてモレルが2回1分43秒TKO勝ちを収めて6度目の防衛に成功、チャンピオンシップ・ボクシングの放送37年の歴史に幕を下ろした。

## 対戦カード
^Note 1 WBA世界スーパーミドル級タイトルマッチ
^Note 2 WBA世界ライト級挑戦者決定戦

## 採点表
| 王座：WBA世界スーパーミドル級タイトルマッチ | 王座：WBA世界スーパーミドル級タイトルマッチ | 王座：WBA世界スーパーミドル級タイトルマッチ | 王座：WBA世界スーパーミドル級タイトルマッチ | 王座：WBA世界スーパーミドル級タイトルマッチ |                                                        | 主審：マーク・ネルソン                                 | 主審：マーク・ネルソン                                 | 主審：マーク・ネルソン                                 | 主審：マーク・ネルソン                                 | 主審：マーク・ネルソン                                             |                                                                    | 立会人：キナ・マルパーティーダ(ペルー,WBA女子世界タイトルマッチ副チェアマン) | 立会人：キナ・マルパーティーダ(ペルー,WBA女子世界タイトルマッチ副チェアマン) | 立会人：キナ・マルパーティーダ(ペルー,WBA女子世界タイトルマッチ副チェアマン) | 立会人：キナ・マルパーティーダ(ペルー,WBA女子世界タイトルマッチ副チェアマン) | 立会人：キナ・マルパーティーダ(ペルー,WBA女子世界タイトルマッチ副チェアマン) |
| 開催日：2023年12月16日                      | 開催日：2023年12月16日                      | 開催日：2023年12月16日                      | 開催日：2023年12月16日                      | 開催日：2023年12月16日                      | 会場：ミネソタ州ミネアポリス・ミネアポリス・アーモリー | 会場：ミネソタ州ミネアポリス・ミネアポリス・アーモリー | 会場：ミネソタ州ミネアポリス・ミネアポリス・アーモリー | 会場：ミネソタ州ミネアポリス・ミネアポリス・アーモリー | 会場：ミネソタ州ミネアポリス・ミネアポリス・アーモリー | 主催：TGBプロモーションズ ウォリアーズ・ボクシング・チャンピオンズ | 主催：TGBプロモーションズ ウォリアーズ・ボクシング・チャンピオンズ | 主催：TGBプロモーションズ ウォリアーズ・ボクシング・チャンピオンズ           | 主催：TGBプロモーションズ ウォリアーズ・ボクシング・チャンピオンズ           | 主催：TGBプロモーションズ ウォリアーズ・ボクシング・チャンピオンズ           |                                                                              |                                                                              |
| デビッド・モレル                            | デビッド・モレル                            | 対                                          | セナ・アグベコ                              | セナ・アグベコ                              | デビッド・モレル                                       | デビッド・モレル                                       | 対                                                     | セナ・アグベコ                                         | セナ・アグベコ                                         | デビッド・モレル                                                   | デビッド・モレル                                                   | 対                                                                           | セナ・アグベコ                                                               | セナ・アグベコ                                                               |                                                                              |                                                                              |
| RS                                          | TS                                          | 回                                          | TS                                          | RS                                          | RS                                                     | TS                                                     | 回                                                     | TS                                                     | RS                                                     | RS                                                                 | TS                                                                 | 回                                                                           | TS                                                                           | RS                                                                           |                                                                              |                                                                              |
| 10                                          |                                             | 1                                           |                                             | 9                                           |                                                        | 10                                                     |                                                        | 1                                                      |                                                        | 9                                                                  |                                                                    | 10                                                                           |                                                                              | 1                                                                            |                                                                              | 9                                                                            |
| 計                                          |                                             | –                                           |                                             | 計                                          |                                                        | 計                                                     |                                                        | –                                                      |                                                        | 計                                                                 |                                                                    | 計                                                                           |                                                                              | –                                                                            |                                                                              | 計                                                                           |
| 副審：グレン・フェルドマン                  | 副審：グレン・フェルドマン                  | 副審：グレン・フェルドマン                  | 副審：グレン・フェルドマン                  | 副審：グレン・フェルドマン                  | 副審：ロバート・ホイル                                 | 副審：ロバート・ホイル                                 | 副審：ロバート・ホイル                                 | 副審：ロバート・ホイル                                 | 副審：ロバート・ホイル                                 | 副審：パトリック・マーレイ                                         | 副審：パトリック・マーレイ                                         | 副審：パトリック・マーレイ                                                   | 副審：パトリック・マーレイ                                                   | 副審：パトリック・マーレイ                                                   |                                                                              |                                                                              |
| 処分：無し                                  | 処分：無し                                  | 処分：無し                                  | 処分：無し                                  | 処分：無し                                  | 減点：無し                                             | 減点：無し                                             | 減点：無し                                             | 減点：無し                                             | 減点：無し                                             | 結果：モレルの2回1分43秒TKO勝ち                                    | 結果：モレルの2回1分43秒TKO勝ち                                    | 結果：モレルの2回1分43秒TKO勝ち                                              | 結果：モレルの2回1分43秒TKO勝ち                                              | 結果：モレルの2回1分43秒TKO勝ち                                              |                                                                              |                                                                              |